# Prunus domestica

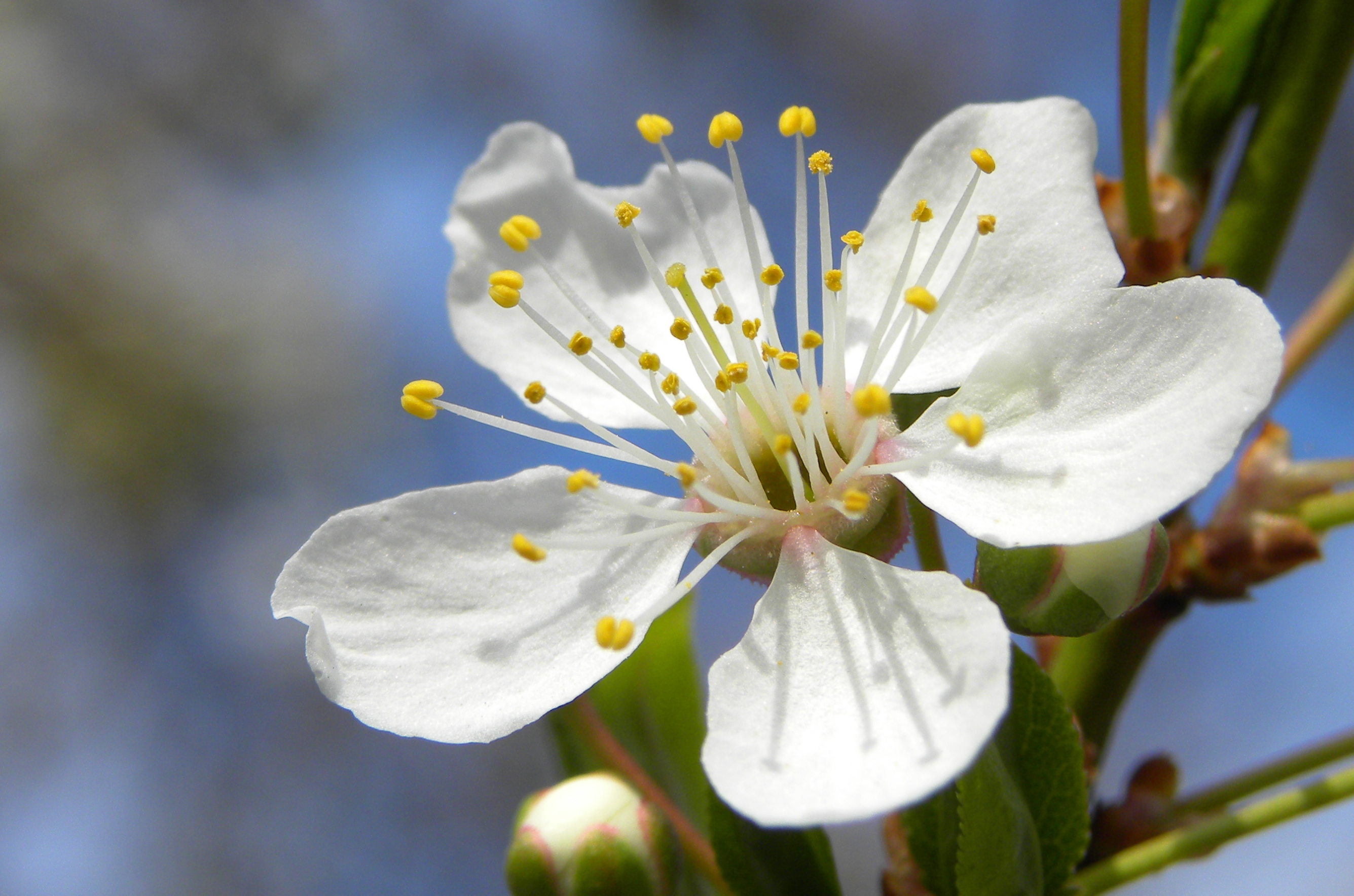
Flor de Prunus domestica var. syriaca

A Prunus domestica (por vezes designada como Prunus × domestica) ou ameixeira-europeia é uma espécie do género Prunus com muitas variedades. É a espécie mais comum de ameixa ou abrunho, se bem que nem todas as ameixas ou abrunhos sejam desta espécie. Acredita-se que o seu parentesco híbrido seja a Prunus spinosa e a Prunus cerasifera var. divaricata.
Embora a European Garden Flora apenas reconheça três subespécies, há estudos científicos que defendem uma separação mais fina:
- P. domestica ssp. domestica — ameixa comum
- P. domestica ssp. institia
- P. domestica ssp. intermedia
- P. domestica ssp. italica — à qual pertence a variedade rainha-claúdia
- P. domestica ssp. oeconomica
- P. domestica ssp. pomariorum
- P. domestica ssp. prisca
- P. domestica ssp. syriaca - mirabela

As subespécies cruzam-se facilmente e por isso encontram-se numerosas formas intermédias, variando a doçura, acidez e cor, que vai do púrpura azulado ao verde claro, passando pelo vermelho, amarelo e vermelho.
Tipicamente forma um arbusto grande ou uma árvore pequena, por vezes com alguns espinhos. As flores são brancas e surgem no princípio da primavera. Os frutos variam em tamanho, podendo atingir os 8 cm de diâmetro. São doces, embora por vezes ácidos em certas variedades.